# Relaciones Andorra-México
Las naciones de Andorra y México establecieron relaciones diplomáticas en 1995.  Ambas naciones son miembros de las Naciones Unidas y la Organización de Estados Iberoamericanos.

## Historia

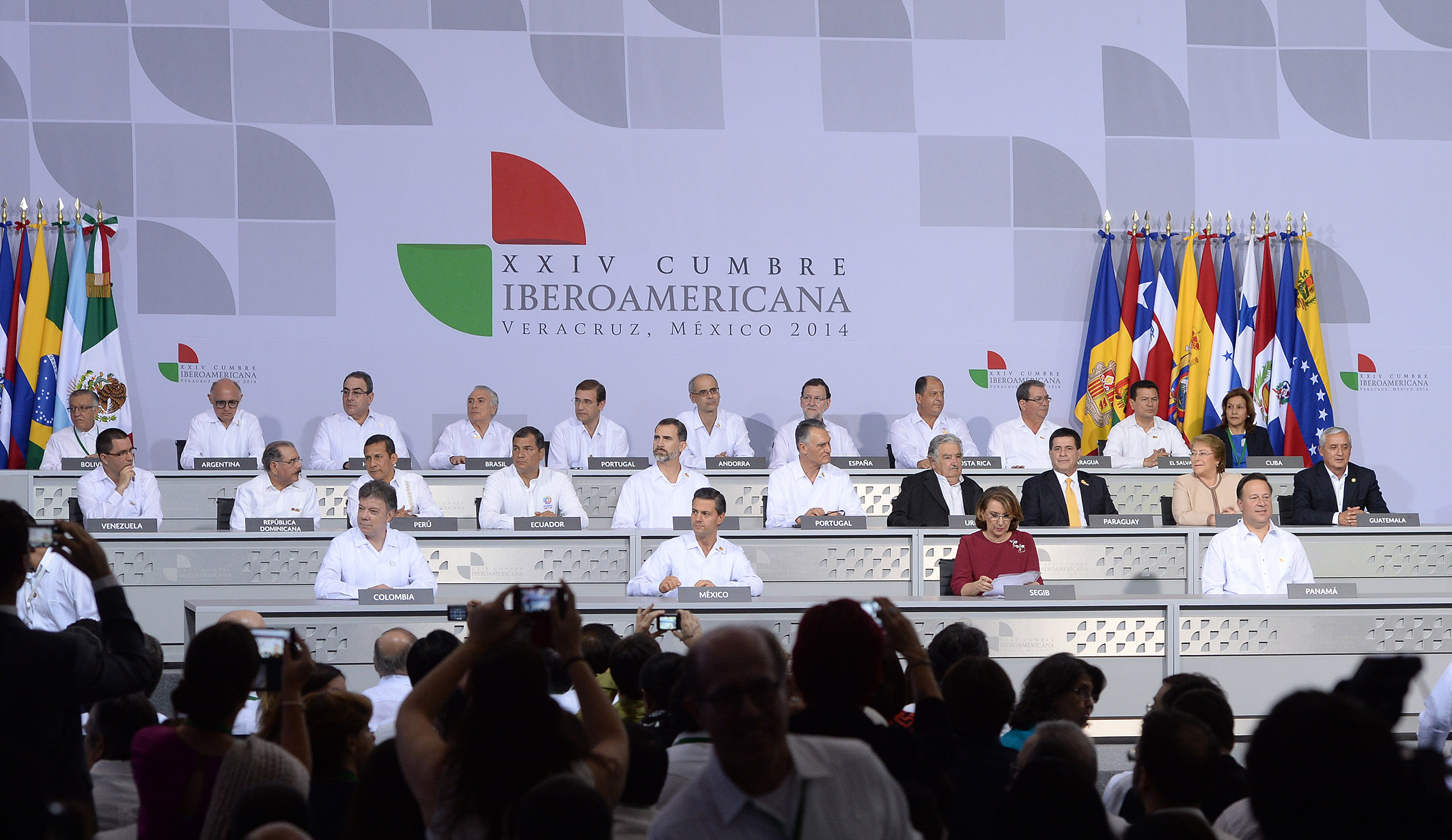
El Presidente andorrano Antoni Martí asistió a la XXIV Cumbre Iberoamericana en la Ciudad de Veracruz, México; diciembre 2014.

Andorra y México, alentados por el deseo de desarrollar vínculos amistosos entre sus pueblos y de cooperar en las esferas política, económica, comercial y cultural, acordaron establecer relaciones diplomáticas el 5 de mayo de 1995 después de que Andorra adoptara un nuevo constitución estableciendo el país como una democracia parlamentaria. El establecimiento de relaciones diplomáticas entre ambas naciones tuvo lugar en Nueva York, durante un acto en el que los representantes de ambos países ante las Naciones Unidas firmaron un comunicado conjunto. México pronto acreditó un embajador a Andorra con sede en Madrid, España.
En diciembre de 2014, el presidente andorrano Antoni Martí realizó una visita a México para asistir a la XXIV Cumbre Iberoamericana en la Ciudad de Veracruz. Mientras estaba en México, el presidente Martí se reunió con el presidente mexicano Enrique Peña Nieto. En septiembre de 2018, ambas naciones firmaron un Memorando de Entendimiento de cooperación entre la Fiscalía General de Andorra y la Procuraduría General de México.
Andorra, siendo conocida como paraíso fiscal; ha habido situaciones en las que algunos mexicanos han viajado a la nación para abrir cuentas bancarias en el país, ya sea para esconder y/o lavar dinero. En 2016, se descubrió que Banca Privada d'Andorra tenía $6 millones de dólares en una cuenta bancaria privada de un congresista mexicano del estado de Sinaloa. Se especula que el dinero era del Cartel de Sinaloa. En 2017, se descubrió que el embajador de México en Uruguay, Francisco Arroyo Vieyra, escondió $1 millón de dólares en una cuenta bancaria andorrana. En 2023, se descubrió que un exgobernador mexicano del estado de Sinaloa, Juan Sigfrido Millán Lizárraga, escondió 4,5 millones de dólares en una cuenta bancaria andorrana.
En 2023, ambas naciones celebraron 28 años de relaciones diplomáticas.

## Comercio
En 2023, el comercio entre Andorra y México ascendió a $1 millón de dólares. Las principales exportaciones de Andorra a México incluyen: manufacturas de plástico, equipos eléctricos, maquinaria y materiales de embalaje. Las principales exportaciones de México a Andorra incluyen: chocolates, productos del cacao y vehículos. Entre 1999–2012, Andorra invirtió $2,5 millones de dólares en México con la mayoría de sus inversiones concentradas en el sector de construcción y los servicios financieros, así como en los sectores de accesorios de tuberías y acero inoxidable. Las compañías bancarias multinacionales andorranas Andbank y Crèdit Andorrà operan en México. La empresa mexicana multinacional, Cemex, opera en Andorra.

## Misiones diplomáticas
- Andorra está acreditado ante México a través de su embajada con sede en Nueva York, Estados Unidos.[10]
- México está acreditado ante Andorra a través de su embajada en Madrid, España[11] y mantiene un consulado honorario en Andorra la Vieja.[12]